# Welches
Welches az Amerikai Egyesült Államok Oregon államának Clackamas megyéjében, a U.S. Route 26 mentén elhelyezkedő önkormányzat nélküli település, Mount Hood Village része.
A Hoodland Könyvtárat Sandy városa üzemelteti.

## Története
Névadója Samuel Welch telepes. A posta 1905-ben nyílt meg. Az 1909-ben alapított szálloda 1917-ig működött, majd kilenc önálló házat alakítottak ki a helyén. Később krokettpálya létesült.

## Fordítás
- Ez a szócikk részben vagy egészben  a   Welches, Oregon című angol Wikipédia-szócikk ezen változatának fordításán alapul.  Az eredeti cikk szerkesztőit annak laptörténete sorolja fel. Ez a jelzés csupán a megfogalmazás eredetét és a szerzői jogokat jelzi, nem szolgál a cikkben szereplő információk forrásmegjelöléseként.